# Bintimodia Centre
Bintimodia Centre est l'un des districts de la sous-préfecture de Bintimodiya, situé dans la préfecture de Boké en république de Guinée.

## Géographie

### Démographie
- En 2014, le quartier comptait 2 759 habitants selon les RGPH 2014[1],[2],[3].